# Terranova dei Passerini
Terranova dei Passerini là một đô thị ở tỉnh Lodi trong vùng Lombardia của Italia, cách khoảng 50 km về phía đông nam của Milano và khoảng 20 km về phía đông nam của Lodi. Tại thời điểm 31 tháng 12 năm 2004, đô thị này có dân số 782 người và diện tích là 11,2 km².
Terranova dei Passerini giáp các đô thị: Turano Lodigiano, Bertonico, Castiglione d'Adda, Casalpusterlengo, Camairago, Codogno.